# Longitarsus impuncticollis
Longitarsus impuncticollis är en skalbaggsart som beskrevs av Willis Blatchley 1923. Longitarsus impuncticollis ingår i släktet Longitarsus och familjen bladbaggar. Inga underarter finns listade i Catalogue of Life.